# Frédéric Schiffter
Frédéric Schiffter, nacido en 1956, es un filósofo y escritor francés.

## Biografía
Frédéric Schiffter nace en el Alto Volta (actual Burkina Faso). Vuelve a Francia tras el fallecimiento de su padre cuando tiene diez años. Pasa su juventud en Biarritz.
Ha enseñado la filosofía en varios institutos del País vasco.

## Pensamiento
Schiffter, que pertenece a la escuela de los pensadores escépticos y pesimistas, en particular Montaigne y Arthur Schopenhauer, considera que un pensamiento filosófico no tiene vocación de proporcionar a los hombres visiones del mundo, ni de hacerles entrever una vida feliz, un desarrollo de sí mismos, una espiritualidad optimista, ni sentimientos virtuosos, pero, por el contrario, a riesgo de desmoralizarlos, de dilucidar ciertos aspectos de su condición trágica.
Su reflexión, esencialmente crítica, se declina en tres conceptos clave: el «chichi», el «blabla» y el «gnangnan».
1- El «chichi» (concepto tomado de Clément Rosset en su libro Le Réel et son double) designa la actitud consistente en no percibir lo real o en desacreditarlo por la propia crueldad - de su esencia trágica. Tanto en los filósofos como en los no filósofos, el «chichi» se expresa como el rechazo de la casualidad, del tiempo, de las pasiones devastadoras y de la muerte.
2- El «blabla» define todo tipo de discurso que sirva para diluir lo real y, por lo tanto, para hacer creer a la realidad de lo irreal. Por ejemplo, para negar el caos, el dolor y la violencia de la existencia, muchos «blablas» filosóficos y/o éticos utilizan las palabras vagas pero seductoras de «mundo», de «naturaleza», de «felicidad», de «humanidad», de «justicia» que se convierten en objetos de creencia o esperanza. El «blabla» es la formulación doctrinal o teórica del «chichi».
3- El «gnangnan» califica una forma de altruismo cuyo resorte es la indignación mezclada de sensiblería contra lo trágico que golpea a las multitudes humanas y rebautizada con el «Mal» (terrorismo, catástrofe natural, guerra civil, epidemia, etc.). Dando lugar a muchos «blablas» morales, políticos, religiosos, mediáticos, entre otros, el «gnangnan» permite a los individuos, dirigidos en tiempo ordinario hacia el hedonismo egoísta y consumista, sentirse buenos, justos e indispensables - del lado del Bien. Debido a su crítica de las ilusiones y las creencias, Frédéric Schiffter duda del impacto de su pensamiento desmitificador. 

Aunque sea concebible que [los seres humanos] renuncien a una creencia particular [...], es ilusorio inducir que ya no deseen creer. Para que los humanos acaben con el deseo de creer, sería necesario que ya no fuesen propensos al temor como a la esperanza [...]; es decir, que ya no tuviesen la certeza aterradora de morir.

 (cita extraída de Le Bluff éthique).

## Obras
- Métaphysique du frimeur. Lettre sur l'élégance, Éditions Milan, 1999
- Guy Debord, l'atrabilaire, Distance, 1999
- Sur le blabla et le chichi des philosophes, PUF, coll. « Perspectives critiques », 2001 ISBN 9782130521471
- Pensées d’un philosophe sous Prozac, Milan, 2002
- Le Plafond de Montaigne, Milan, coll. « Pause philo », 2004
- Contre Debord, PUF, coll. « Perspectives critiques », 2004
- Petite Philosophie du surf, Milan, 2005 (réédition Éditions Atlantica : 2014)
- Le Philosophe sans qualités, Flammarion, 2006
- Traité du cafard, Finitude, 2007
- Le Bluff éthique, Flammarion, 2008
- Délectations moroses, Le Dilettante, 2009
- Philosophie sentimentale, Flammarion, 2010. Prix Décembre 2010[5]}}
- La Beauté, une éducation esthétique, Autrement, 2012
- Le Charme des penseurs tristes, Flammarion, 2013 ISBN 9782081310414
- Dictionnaire chic de philosophie, Écriture, 2014
- On ne meurt pas de chagrin, Flammarion, 2016 Prix Rive Gauche ISBN 9782081333024
- Journées perdues, Éditions Séguier, 2017
- Le Voluptueux inquiet, réponse à Épicure, Louise Bottu, 2019 ISBN 9791092723342

### Traducidos en español
- Contra Debord, Melusina.
- La Belleza, una educación estética
- El filósofo sin atributos

### Prefacios
- Jules Barbey d'Aurevilly, Du dandysme et de George Brummell, Payot & Rivages, 1997.
- Claude Nori, Contrejour, 2011.